# Плътност на тока
Плътност на тока на проводимостта е електричен ток, който преминава през единица напречно сечение, перпендикулярно на него.. Плътността на тока е векторна величина.

## Математическа обосновка на понятието
Локалната плътност на електрическия ток в точка {\displaystyle M} в една среда с обемна плътност {\displaystyle n} и заряд на токовите носители {\displaystyle q} е
{\displaystyle {\vec {j}}=nq{\vec {v}}}, където
{\displaystyle {\vec {j}}} е плътността на електрическия ток в т. {\displaystyle M};
{\displaystyle {\vec {v}}} е скоростта на насоченото движение (на дрейфа) на токовите носители.
В сложни системи когато разглежданата среда има няколко вида токоносители (напр. в плазма или електролити), то плътността на тока се изразява като сума от плътностите на всички видове подвижни токоносители.
{\displaystyle {\vec {j}}=\sum _{i}n_{i}q_{i}{\vec {v}}_{i},}
където
векторът на плътността на тока е сума от плътностите на токоносителите, където
{\displaystyle n_{i}\,\!} – е концентрация частици от всеки тип,
{\displaystyle q_{i}\,\!} – заряда на частиците от дадения вид,
{\displaystyle {\vec {v}}_{i}} – вектор на средната скорост на частиците от всеки тип.
{\displaystyle {\vec {j}}} е тангенциален на токовите линии във всяка точка. Плътността на тока може да се оразмери и със зависимостта:
{\displaystyle j={\mathrm {d} I \over \mathrm {d} S}}, където
{\displaystyle \mathrm {d} I} е големината на тока през определената елементарна повърхност
{\displaystyle \mathrm {d} S} е елементарната повърхност нормална на токовите линии в т. {\displaystyle M}
В SI плътността {\displaystyle j} се измерва в ампери на квадратен метър (A m-2).
Плътността на тока като векторна величина, може да се представи и чрез закона на Ом. В линейна и изотропна проводяща среда плътността на тока е зависима от проводимостта и интензитета (напрегнатостта) на електрическото поле.
{\displaystyle {\vec {j}}=\sigma {\vec {E}}}
където {\displaystyle \sigma \ } — специфична електропроводимост на проводящата среда, {\displaystyle {\vec {E}}} – интензитета на електрическото поле,
или
{\displaystyle {\vec {j}}={\frac {1}{\rho }}{\vec {E}},}
където {\displaystyle \rho \ } – специфично електрическо съпротивление.

## Електрически ток
В най-общия случай електрическият ток през повърхността {\displaystyle {\vec {S}}} е равен на потока на плътността на тока през тази повърхност
{\displaystyle I=\int \int _{S}{\vec {j}}\;\cdot \mathrm {d} {\vec {S}}}
Принципът за запазване на заряда позволява да се установи връзка между плътността на тока и зарядите в дадена точка, зависимост известна като релация на непрекъснатостта или запазване на заряда.
{\displaystyle {\vec {\nabla }}.{\vec {j}}=-{\frac {\partial \mathbf {\rho } }{\partial t}}}
{\displaystyle {\frac {\partial \rho }{\partial t}}+{\vec {\nabla }}\ .{\vec {j}}=0\,}
В тази формула {\displaystyle \rho } е специфичното електрическо съпротивление, определяно от
{\displaystyle \rho ={E \over j}}, където
{\displaystyle E} е интензитетът на електрическото поле (измерено във волт на метър, (V/m))
{\displaystyle j} е плътността на тока (измерена в ампер на квадратен метър, (A/m2))
От горните формули е видна връзката между двата параметъра – плътност на тока и специфично съпротивление. Съществува обратна пропорционалност, т.е. в тоководещата среда плътността на тока ще се увеличава при отрицателна промяна (когато се намалява) специфичното съпротивление (измервано с кулон на кубичен метър).
В стационарен режим
{\displaystyle {\vec {\nabla }}.{\vec {j}}=0},
чрез което може да се изрази факта, че големината на тока се запазва по дължината на токопроводимата среда. 